# Julio Maceiras
Julio César Maceiras (Montevideo, 1926. április 22. – 2011. szeptember 6.), uruguayi válogatott labdarúgókapus.
Az uruguayi válogatott tagjaként részt vett az 1954-es világbajnokságon és az 1956-os Dél-amerikai bajnokságon.

## Sikerei, díjai
Uruguay
- Dél-amerikai bajnok (1): 1956

## Külső hivatkozások
- Julio Maceiras – a FIFA adatbázisában
- Julio Maceiras a National-football-teams.com oldalon